# Estádio Al-Merrikh
O Estádio Al-Merrikh (em inglês: Al-Merrikh Stadium, em árabe: ملعب المريخ) é um estádio multiuso localizado na cidade de Ondurmã, no Sudão. Inaugurado em 30 de novembro de 1964, é o maior estádio do país em termos de capacidade de público e é oficialmente a casa onde a Seleção Sudanesa de Futebol manda suas partidas amistosas e oficiais. O Al-Merrikh, tradicional clube de futebol sudanês, também manda seus jogos oficiais no estádio, que tem capacidade máxima para 43 645 espectadores.

## Histórico

### CHAN 2011
O estádio foi uma das sedes oficiais do Campeonato das Nações Africanas de 2011, ocorrido no país. Nesta ocasião, registrou seu recorde histórico de público: 43 000 espectadores assistiram a grande final do torneio, disputada entre a Tunísia e a Angola, que terminou com a vitória tunisiana por 3–0.

### Eliminatórias para a Copa do Mundo FIFA de 2010
O estádio também foi campo neutro da partida entre a Seleção Argelina de Futebol e a Seleção Egípcia de Futebol, que disputaram uma vaga para a Copa do Mundo FIFA de 2010. Realizado em 18 de novembro de 2009, o confronto terminou com a vitória argelina por 1–0.